# ソフトバンクアフターサービス
ソフトバンクアフターサービスとは、ソフトバンクモバイルのオプションサービス。

## 沿革
- 2003年10月1日 - ブランド名を「J-PHONE」から「ボーダフォン」へ変更するのに伴い、「J-PHONE CLUB」についても「ボーダフォンアフターサービス」へ名称を変更。サービス内容を統一し、全国サービスとして導入した。
- 2006年10月1日 - ブランド名を「ボーダフォン」から「ソフトバンク」へ変更するのに伴い、「ソフトバンクアフターサービス」へ名称を変更。
- 2006年10月23日 - MNP開始に伴い、「スーパー安心パック」にサービス内容を変更することになった。
- 2006年10月25日 - 「スーパー安心パック」の開始にともない、本サービスの新規申し込みを受け付け終了した。

## サービス内容
2003年10月1日時点でのサービス内容
1. UPグレード割引
  - 機種変更時3,150円割引
2. SAFETYリレーサービス
  - 盗難、紛失、水没、全損などのトラブルでも同一機種なら手ごろな会員価格で購入できる。
3. WIDEメンテナンスサービス
  - 故障時の修理価格が90%OFF。
4. 毎月140円分のボーナスポイント付与。
  - 当初は1ポイント＝2円相当で70ポイント付与されていたが、2006年11月12日〜14日にポイント換算方法が1ポイント＝1円相当に変更され、現在は140ポイント付与となっている。ポイントサービスがTポイントに変更された2014年7月請求分以降も、Tポイントではなく、従来のソフトバンクポイントとして付加され、引き続き有効期限が設定される(Tポイントは、最終利用日から1年間の有効期限が設定されているが、SoftBankブランド契約に紐付されているT会員は、通話料に応じて毎月ポイントがたまるため、事実上は無期限となっている)。
5. 解除後、半年は再入会不可。

2004年6月1日のサービス改訂：
- 携帯電話機の故障の際、水濡れが原因で発生した故障時の修理代金についてはWIDEメンテナンスサービスの適用対象外となり、機種変更及びSAFETYリレーサービスにて対応するように変更。
  - つまり水没の場合、修理代金10%の支払い→同一機種へ機種変更（＝「お手ごろな会員価格」で販売）となりユーザー負担が増加した。
  - またこの場合貯めたポイントは利用できない。

この変更は、一部利用者による濫用が原因といわれている。
2007年11月1日のサービス改訂：
- 外装破損時の外装交換費を80％割引
  - 従来はWIDEメンテナンスサービスの一環として、実費の90%割引（ただし割引の適用は6ヶ月に1回に限る）であった。